# Living for Love
„Living for Love” este un cântec al interpretei americane Madonna pentru cel de-al treisprezecelea ei album de studio, Rebel Heart (2015). Compoziția a fost realizată de Madonna, Diplo și Ariel Rechtsaid, alături de MoZella și Toby Gad. S-a stabilit ca piesa să fie lansată de ziua îndrăgostiților, însă, în urma unor demo-uri apărute pe internet în mod ilegal, cântecul a fost lansat ca primul disc single extras de pe album la 20 decembrie 2014 prin Interscope Records. „Living for Love” este o piesă EDM și house în care Madonna a experimentat diferite genuri de muzică, cântecul având instrumente de percuție, o partitură la pian interpretată de Alicia Keys și cor evanghelic. Solista a compus „Living for Love” drept o piesă de despărțire, însă s-a răzgândit și a compus versuri încurajatoare, vorbind despre contracararea gândurilor negative cu răspunsuri pozitive.
„Living for Love” a obținut recenzii pozitive din partea criticilor de specialitate, aceștia lăudând ritmul și versurile și comparând piesa cu lucrările anterioare ale cântăreței. Criticii au mai observat, de asemenea, un progres de la single-urile precedente. În Statele Unite, piesa nu a reușit să se claseze în Billboard Hot 100, însă „Living for Love” a devenit cel de-al 44-lea cântec al Madonnei care să ocupe prima poziție a clasamentului Dance Club Songs, egalând-ul pe interpretul de muzică country George Strait ca artista cu cele mai multe single-uri de top într-un clasament Billboard. Cu toate că în Regatul Unit, BBC Radio 1 a decis să nu îi difuzeze piesa Madonnei, „Living for Love” s-a clasat pe locul 26 în topul UK Singles Chart, devenind cel de-al 71-lea single de top 40 al solistei, extinzându-și astfel recordul de cântăreață cu cele mai multe cântece de top 40 în Regatul Unit. Deși piesa nu a avut parte de un succes comercial mare, aceasta s-a clasat în top 20 în clasamentele din Finlanda, Ungaria, Israel, Japonia și Libia.
Un videoclip muzical regizat de duo-ul francez Julien Choquart și Camille Hirigoyen, cunoscuți ca J.A.C.K., a fost lansat în februrarie 2015. Povestea videoclipului încorporează elemente mitologice și o înfățișează pe Madonna ca un matador, luptându-se cu dansatorii ei costumați în minotauri pe o scenă rotundă și roșie. Videoclipul conține numeroase schimbări de costume și a fost apreciat de critici pentru mesajul său de împuternicire și depășirea rolurilor de gen. Madonna a interpretat pentru prima oară „Living for Love” la cea de-a 57-a ediție a premiilor Grammy; spectacolul a fost cel mai urmărit moment al serii. Cea de-a doua interpretare a avut loc la ediția din 2015 a premiilor Brit. În primul stadiu al spectacolului, cântăreața a căzut de pe scările care făceau parte din scenă, fiind trasă de pelerină din spate. Versiuni alternative ale piesei au fost cântate la emisiunile The Ellen DeGeneres Show, Le Grand Journal și în turneul Rebel Heart Tour.

## Informații generale

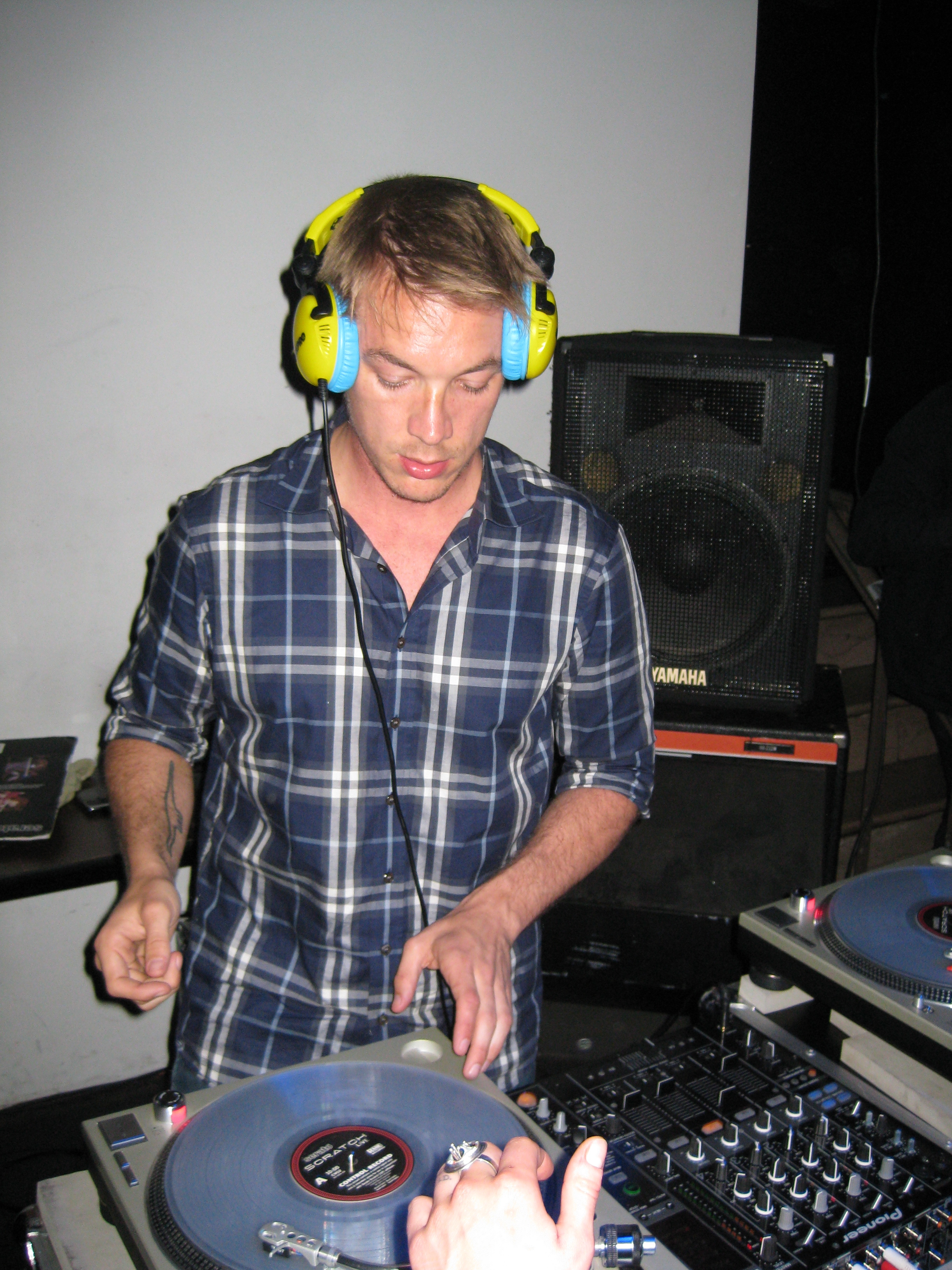
DJ-ul american Diplo a contribuit la compunerea și producerea piesei „Living for Love”.

„Living for Love” a fost compus și produs de Madonna, Diplo și Ariel Rechtsaid, fiind ajutați la compunerea versurilor de MoZella și Toby Gad. Colaborarea Madonnei cu Diplo a fost dezvăluită în mai 2014, prin intermediul unei fotografii de pe contul solistei de Instagram, prezentându-i pe cei doi în fața unui laptop. Cântăreața l-a invitat pe producător pentru petrecerea ei anuală de Oscar, însă acesta nu a putut participa. În cele din urmă, ei au început să vorbească despre muzică prin mesaje, Diplo trimițându-i melodii. Madonna i-a răspuns cu un mesaj de 20 de pagini, conținând povestiri ale ei despre muzică. Cei doi au hotărât să lucreze la album, Diplo explicând într-un interviu pentru Idolator că Madonna l-a rugat să îi livreze „cea mai nebunească melodie”. Împreună au compus și au înregistrat șapte piese, Diplo adăugând că „Aceste cântece vor fi nebunești. Chiar am împins limitele cu unele lucruri pe care le-am făcut... Ea era gata de orice. Îmi place atunci când un artist îi oferă producătorului încrederea de care are nevoie pentru a lucra cu el, iar Madonna a fost foarte deschisă față de ideile mele... a fost așa încă din prima zi”. Potrivit lui Diplo, „Living for Love” a avut aproape 20 de versiuni, variind de la o baladă cântată la pian până la o compoziție EDM, cei doi ajungând la compromis. Rechtshaid și cântărețul britanic MNEK s-au oferit, de asemenea, să participe la ședințele de compunere, îmbunătățind versuri ale piesei. Madonna a negat existența celor 20 de versiuni, admițând că „ar putea fi cam prea multe”. Aceasta a explicat modul în care și-a dorit să sune piesa:

„Noi ne-am dorit să facem un cântec dance. Dar, știi, sunt diferite nivele ale muzicii dance și chiar diferite categorii ale muzicii house. Deci a fost ceva la modul, cum va suna basul? Va fi foarte liniștit și rar sau va fi încărcat? Va fi house Chicago? Va fi house U.K.? Parcă ar fi peste tot. Va fi și un vers plin de voce? Va fi chiar și un cor? Așa că am experimentat și am făcut lucruri diferite. Toate sunau bine, dar la finalul zilei, voiam să facem ceva care să sune fără sfârșit. Nu voiam să facem ceva pe moment”

În octombrie 2014, cântăreața americană Alicia Keys a confirmat că a lucrat la următorul album de studio al Madonnei, spunând că „A fost bine. Am fost acolo la întâlnire sau așa ceva iar [Madonna] lucra cu Diplo. Ei au spus «Oh, ai putea să cânți la pian aici». Și eu am spus «În regulă. O să încerc. Dacă nu vă place, puteți să scoateți asta». A fost cam așa, întâmplător și grozav”. Annie de la London Community Gospel Choir a asigurat acompaniamentul vocal al piesei. Descriind cântecul ca fiind „unul dintre cele mai delicate producții [ale lui Diplo], Madonna a compus „Living for Love” ca o piesă de despărțire, susținând că „mulți oameni scriu despre a fi îndrăgostit și a fi fericit sau scriu despre a avea o inimă frânta și a fi de neconsolat. Dar nimeni nu scrie despre a avea o inimă frântă și a fi plin de speranță și triumfător mai târziu. Deci m-am gândit, cum aș putea eu să fac asta? Nu am vrut să ofer sentimentul de victimă. Acest scenariu m-a devastat, dar m-a făcut mai puternică”. Cântăreața a mai adăugat că piesa a fost „un fel de vechea eu și noua eu, mixate împreună”.

## Lansarea
Versiunea demo a piesei „Living for Love” a apărut pe internet în mod ilegal în decembrie 2014, împreună cu alte 12 demo-uri de pe cel de-al treisprezecelea album de studio al Madonnei care atunci nu avea încă un nume. La 20 decembrie 2014, s-a confirmat faptul că albumul se va numi Rebel Heart și va fi disponibil pentru precomandă pe iTunes împreună cu șase piese, inclusiv „Living for Love” care a fost primul disc single extras de pe album. Madonna a considerat cele șase cântece „un cadou de Crăciun timpuriu”. Inițial, „Living for Love” ar fi trebuit să fie lansat de Ziua îndrăgostiților, restul pieselor fiind programate pentru primăvară. Însă, datorită scurgerilor de informații, data lansării a trebuit să fie grăbită. Solista a spus că ar prefera ca fanii ei să asculte versiunile finale ale câtorva cântece în loc să asculte piese incomplete care circulau pe internet.
Gordon Murray de la revista Billboard a anunțat că au fost trimise două versiuni ale piesei pentru radiourile din Statele Unite la 21 decembrie 2014; versiunea originală și instrumentală. Piesa nu a reușit să se claseze în formatele Top 40, obținând un total de 10 difuzări datorită lansării grăbite și săptămânii Crăciunului, moment în care mulți programatori sunt în concediu. Casa de discuri a retrimis piesa pentru difuzare la stațiile radio Top 40/Mainstrem pe 10 februarie 2015. „Living for Love” a fost lansat comercial în Regatul Unit pe 25 februarie. Djemba Djemba, Offer Nissim, Mike Rizzo și Drew G au lansat versiuni remix ale piesei spre streaming.

## Structura muzicală și versurile
„Living for Love” este un cântec EDM și house ce începe cu Madonna cântând peste o linie de pian „regal”, fiind mai apoi acompaniată de percuție. Piesa este compusă în cheia Fa minor și are un tempo de 123 de bătăi pe minut. Vocea Madonnei variază de la Mi♭3 la Do5. „Living for Love” conține o secvență I–IV–V–I în progresia de acorduri, alături de ritmul fluent Fa minor–Do minor–Re♭–La♭–Mi♭/La♭. Cântecul a fost aranjat de Demacio „Demo” Castellon și Nick Rowe, acesta mixându-l, de asemenea. Angie Teo a realizat înregistrarea suplimentară și mixajul împreună cu Ann Minceli. Alături de The London Community Gospel Choir, MNEK și Santell au contribuit la acompaniamentul vocal, cu Keys și Gad contribuind la muzica piesei. Potrivit lui Dean Piper de la ziarul The Daily Telegraph, piesa are „câteva trăsături specifice Madonnei: referințe religioase, un cor evanghelic, beat-uri de pian din anii '90 și un bas învolburat”. „Living for Love” a fost comparat cu single-urile din 1989 ale cântăreței: „Like a Prayer” și „Express Yourself” de către Jason Lipshutz de la revista Billboard. Partitura la pian a lui Keys este adăugată peste producția electro și corul evanghelic, iar Madonna respinge gândurile negative cu versuri pozitive.
Spre deosebire de primele single-uri de pe albumele anterioare: „4 Minutes” de pe Hard Candy (2008) și „Give Me All Your Luvin'” de pe MDNA (2012), „Living for Love” pune accentul pe versuri și voce, cu versuri precum „Took me to heaven, let me fall down/Now that it's over, I'm gonna carry on” (ro.: „M-ai dus în rai, m-ai lăsat să cad/Acum că s-a terminat, voi continua”. Sal Cinquemani de la Slant Magazine a considerat piesa ca și cum Keisza s-ar întâlni cu „Like A Prayer” și a remarcat numeroase diferențe față de versiunea demo: muzica house a fost înlocuită cu un sintetizator de ritm 808 și pianul lui Keys, precum și cu bătăi din palme, iar corul evanghelic a fost mutat către sfârșitul cântecului. Pentru Jon Lisi de la PopMatters, „Living for Love” s-a potrivit cu lansările pop contemporane și etica DIY prezentată, începând cu „Shake It Off” până la „Break Free” și „Roar”. Asemănător cu imn de supraviețuire, natura piesei evocă supraviețuirea Madonnei în cariera ei muzicală. Cântăreața a explicat semnificația versurilor pentru NRJ, spunând că „[«Living for Love»] este un cântec despre a avea inima frântă însă a spune «știi ce, viața merge mai departe, voi continua, nu voi înceta să cred în dragoste, îmi voi ridica coroana, mi-o voi pune înapoi pe cap și voi merge prin viață cu mândrie, având speranța că iubirea adevărată există»”.

## Receptare

### Critică
După lansarea sa, „Living for Love” a obținut laude din partea criticilor. Lipshutz a apreciat cântecul, aplaudând vocea „plină de încredere” a Madonnei. Acesta a spus că piesa sună „ca o combinație amețitoare între trecutul și prezentul Madonnei, iar asta reprezintă un semn încurajator pentru un proiect în 2015 care a fost pus în mod neașteptat în pericol la sfârșitul anului 2014”. Stern a comparat „Living for Love” cu single-ul din 1992, „Deeper and Deeper”, remarcând că, spre deosebire de trupele de dans britanice și formațiile teen-pop care aduc omagii muzicii house din anii '90, Madonna a trăit în acea eră. Numind piesa „o bestie totală a unui efort de colaborare”, criticul și-a încheiat recenzia spunând „La naiba cu cântatul despre Tanqueray în club: Asta e Madonna pe care mereu am știut-o și am trăit să o iubim, cu sclipiri ale viitorului și mici semne nostalgice ale trecutului”. Jamieson Cox de la revista Time a considerat că „Living for Love” a fost adaptat pentru radio datorită creșterii popularității muzicii house și succesului muzicienilor house britanici. Oferindu-i trei din cinci stele, Hardeep Phull de la New York Post a complimentat cântecul „dance euforic cu nuanțe de gospel care va revigora chiar și cele mai descurajate suflete mulțumită refrenului «love's gonna lift me up» (ro.: «dragostea mă va ridica»).

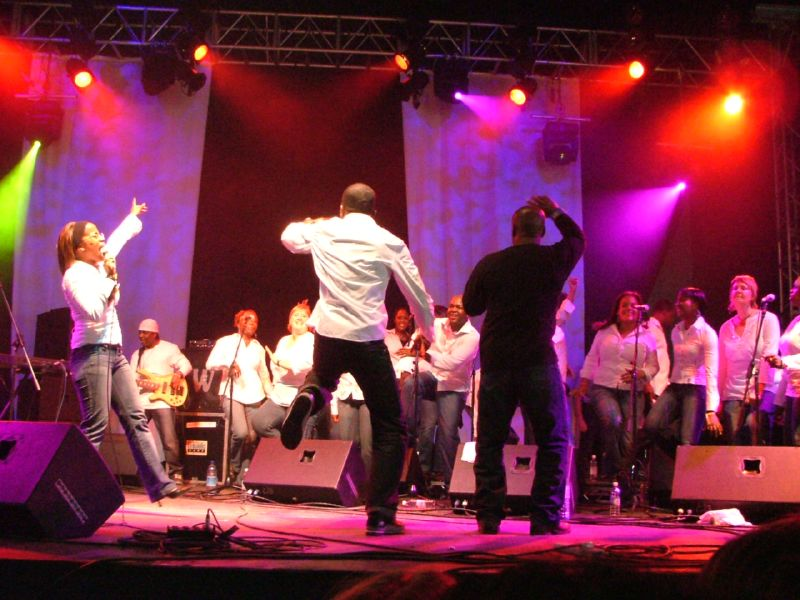
Utilizarea corului evanghelic London Community Gospel Choir în cântec a fost bine primită de critici.

Brian Mansfield de la cotidianul USA Today a complimentat natura optimistă și „sigură pe sine” a piesei, adăugând că „e un fel de imn dance hotărât pe care Madonna îl face atât de bun”. Hunter Hauk de la ziarul The Dallas Morning News a descris cântecul ca fiind „o combinație puternică” a diferitelor stiluri de muzică de club, apreciind breakdown-ul dance și atitudinea Madonnei, totodată numind „Living for Love” „mai puțin stricăcios sau provocator decât ceea ce vedem pe Instagram în zilele noastre”. Jeff Miers de la ziarul The Buffalo News a comparat piesa cu cântecele ei de club mai vechi, piese care i-au adus succes comercial solistei. Într-o recenzie pentru revista i-D, Nick Levine a descris cântecul ca fiind „un single de revenire perfect: în loc să se întoarcă cu o petardă EDM ieftină... Atunci când spune «I picked up my crown, put it back on my head» (ro.: «Mi-am ridicat coroana, mi-am pus înapoi pe cap»), pare un fel de afirmație a intenției. Lewis Corner de la Digital Spy a listat „Living for Love” ca fiind unul dintre cele mai bune 10 cântece ale săptămânii, opinând că structura l-a făcut „o primă secțiune euforică din... Rebel Heart”. Jed Gottileb de la Boston Herald a considerat beat-urile piesei ca fiind contemporane, în timp ce refrenul și ante-refrenul au amintit de melodiile „old school”. „Fanii True Blue vor auzi bucurie și nostalgie [în cântec]”. Jon Pareles de la ziarul The New York Times a comentat abilitatea piesei de a transforma „emoțiile unei despărțiri într-o eliberare înălțătoare”. El a numit „Living for Love” unul dintre cele mai bune single-uri ale Madonnei din ultimul deceniu. Într-o recenzie pentru PopMatters, Lisi a considerat că piesa este cea mai „veselă” lansare a Madonnei de la „Express Yourself” încoace.
Daryl Deino de la The Inquisitr a lăudat „epica și înălțătoare” piesă, opinând că astfel, Madonna va ajunge și către noua generație. Jim Farber de la New York Daily News a considerat că „Living for Love” este o revenire în formă a cântăreței, descriind cântecul ca „un mixaj excelent de muzică pop și muzică de club, cu un pian R&B old-school, un acompaniament vocal care plutește și o melodie care te ridică”. Zel McCarthy de la Vice a opinat că piesa reflectă personalitatea textierilor, iar producția și versurile personale fac „Living for Love” un succes. Bernard Zuel de la The Sydney Morning Herlad a spus că piesa încorporează fiecare aspect al vieții cântăreței: un amestec între trecut, prezent și viitor. Aceeași viziune a avut-o și Lindsay Zoladz de la revista New York, aceasta criticând celelalte cinci cântece de pe album, însă numind „Living for Love” „un echilibru neașteptat între fantomele trecutului și viitorului lui Madge”. Dean Piper de la The Daily Telegraph a numit piesa „cea mai originală” dintre cântecele lansate. Cu toate acestea, el a criticat versurile, spunând că acestea nu au reușit să „penetreze sufletul”. Cinquemani a complimentat schimbările făcute în comparație cu demo-ul, numind cântecul „cel mai răsunător prim single al Madonnei în ani de zile” însă s-a plâns de vocea nazală a solistei. Michael Jose Gonzalez de la revista daneză Gaffa a considerat „Living for Love” o piesă melodică ce aduce aminte de cel de-al zecelea album de studio al cântăreței, Confessions on a Dance Floor (2005).
În lista de final de an a celor mai bune 25 de single-uri din 2015, Slant Magazine a clasat cântecul Madonnei pe ultimul loc, spunând că este „Supraîncărcat și bine gândit, cu siguranță, însă esența piesei rămâne în tact. Chiar dacă mesajul Madonnei despre viață după dragoste nu a înregistrat o revenire comercială prea mare, precum «Believe» a lui Cher, rămâne în continuare un cântec evanghelic pop de cel mai înalt ordin”. În clasamentul Jude Rogers pentru The Guardian la aniversarea a șaizeci de ani, ea a clasat „Living for Love” pe locul 23, considerând că „pianul house pulsant, vocile gospel și producția Diplo proaspăt scoasă din cutie sună fantastic”. Chuck Arnold de la Entertainment Weekly l-a numit o „reîntoarcere în formă” a Madonnei, comparându-l cu hitul Gloriei Gaynor din 1978 „I Will Survive”. El a situat „Living for Love” pe locul al cincizeci și treilea în topul single-urilor.

### Comercială

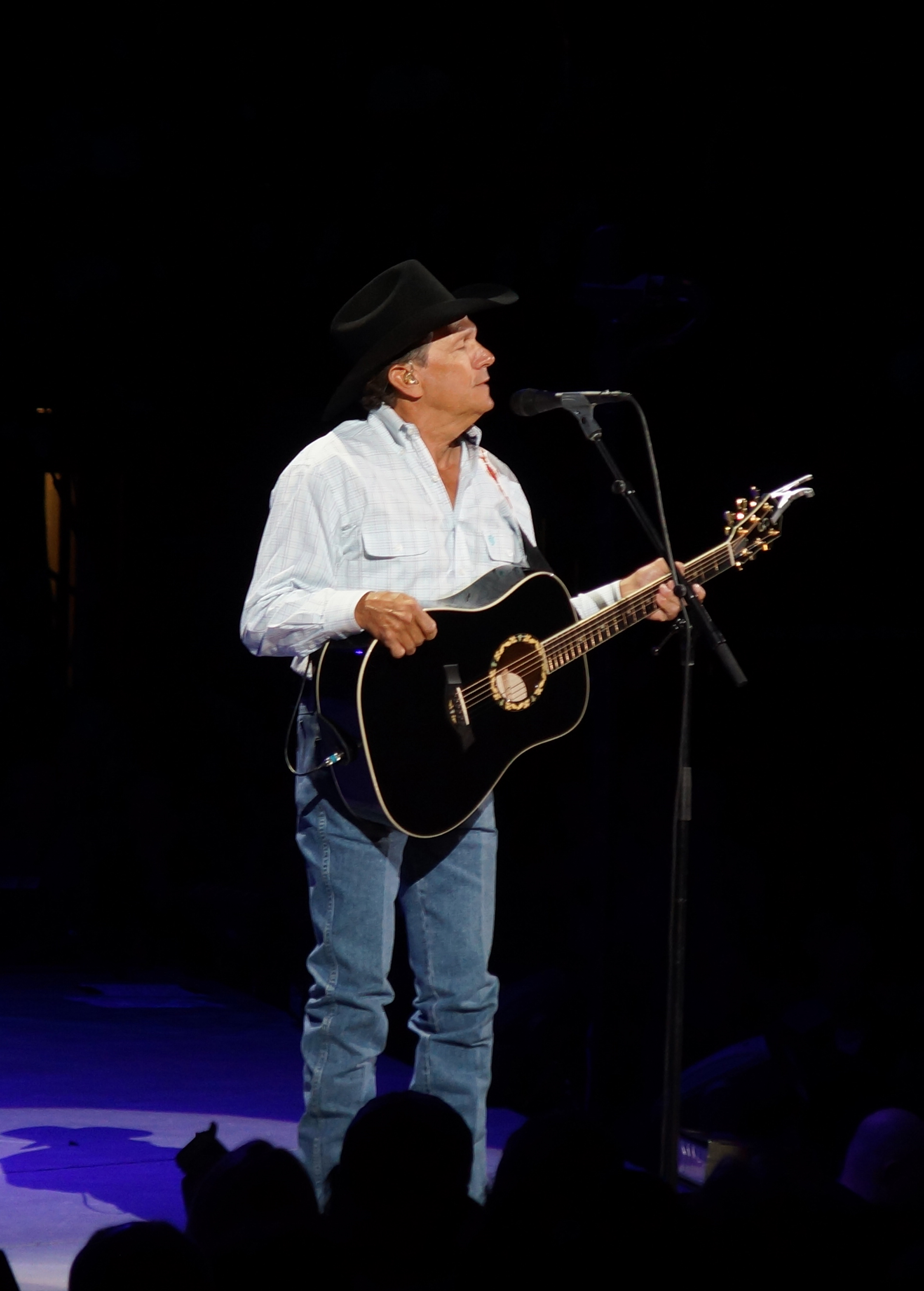
Madonna l-a egalat pe cântărețul de muzică country George Strait ca artist cu cele mai multe piese pe locul unu într-un clasament Billboard, „Living for Love” devenind cel de-al 44-lea cântec de top al Madonnei în clasamentul Dance Club Songs.

Odată cu lansarea albumului Rebel Heart spre precomandă, „Living for Love” a debutat în clasamentele Dance/Electronic Songs și Dance/Electronic Digital Songs pe locurile 16 și, respectiv, 12, cu vânzări de 10.000 de exemplare digitale. În următoarea săptămână, piesa a urcat trei poziții în clasamentul Dance/Electronic Songs, având vânzări de 11.000 de copii. Odată ce piesa a ocupat locul nouă, ea a devenit primul hit de top 10 al Madonnei în acest clasament. „Living for Love” a obținut 587,000 de stream-uri după premiera videoclipului muzical, vânzările ulterioare fiind de 17.000 de exemplare. În ianuarie 2015, cântecul a debutat pe locul 32 în clasamentul Dance Club Songs, aceasta fiind prima apariție a solistei de la single-ul precedent, „Turn Up The Radio”. Piesa a urcat pe  locul 18, apoi locul 11, având cele mai bune vânzări în ambele săptămâni.
Pe 7 martie 2015, „Living for Love” a devenit al 44-lea cântec al Madonnei care să ocupe prima poziție a clasamentului Dance Club Songs, ajungând la egalitate cu George Strait—care are 44 hituri de top în Hot Country Songs—ca artist cu cele mai multe cântece pe locul unu într-un clasament Billboard. Piesa nu a reușit să intre în Billboard Hot 100, însă a debutat pe locul 8 în topul Bubbling Under Hot 100 Singles. „Living for Love” a devenit cel de-al 29-lea cântec al Madonnei care să ocupe un loc în clasamentul Pop Songs, debutând pe locul 36 la 24 februarie 2015. Billboard a raportat că debutul în clasament a determinat o creștere a difuzărilor cântecului la stațiilor radio iHeartMedia. Piesa a debutat, de asemenea, pe locul 35 în topul Dance/Mix Show Airplay. Madonna a devenit cea mai în vârstă artistă care să se claseze în topul Pop Songs de la Carly Simon care a ocupat locul 20 ca artist secundar în single-ul lui Janet Jackson din 2002, „Son of a Gun (I Betcha Think This Songs Is About You)”.
În Europa, cântecul s-a clasat pe locul 50 în Franța, pe locul 12 în Ungaria și pe locul 21 în Spania, împreună cu celelalte piese de pe Rebel Heart. În Japonia, „Living for Love” a debutat pe locul 80 în Japan Hot 100, urcând către locul 26 săptămâna următoare. În Spania, cântecul a debutat pe locul 21 în clasamentul Spanish Singles Chart; după lansarea remixurilor, acestea au ocupat locul 93 în clasamentul de albume.
În Regatul Unit, BBC Radio 1 a decis să nu difuzeze single-ul Madonnei, deoarece aceștia au considerat că înregistrarea Madonnei nu este suficient de bună pentru lista lor de cântece, iar fanii cântăreței sunt mai bătrâni decât vârsta țintă a stației radio. „Marea majoritate a oamenilor care o plac pe Madonna și noua ei muzică au peste 30 de ani și sincer, am trecut peste Madonna” a spus George Ergatoudis. Stația radio a fost criticată atât de Madonna însăși pentru promovarea discriminării pe bază de vârstă, cât și de muzicienii Diplo și Boy George. Reprezentații de la Radio 1 au spus că piesele nu sunt alese pe baza vârstei unui artist, ci în funcție de calitatea pieselor. În schimb, „Living for Love” a fost adăugat în lista cântecelor pentru BBC Radio 2, stație ce se adresează publicului în vârstă de peste 35 de ani. BBC News a explicat că trustul media BBC a cerut ca Radio 1 să se adreseze audiențelor mai tinere. Potrivit Official Charts Company în raportul lor grafic, cântecul s-a clasat în top 20 al UK Singles Chart după doar două zile de vânzări. Piesa a debutat în cele din urmă pe locul 26 cu 17,936 de exemplare vândute, devenind al 71-lea single al Madonnei care să se claseze în top 40, extinzându-și recordul de artistă cu cele mai multe single-uri de top 40 în Regatul Unit.

## Videoclipul

### Informații generale
În decembrie 2014, managerul Madonnei, Guy Oseary, a anunțat că videoclipul va fi filmat la începutul lunii februarie 2015. Videoclipul a fost regizat de duo-ul francez Julien Choquart și Camille Hirigoyen, cunoscuți împreună ca J.A.C.K. Editările au fost realizate de Danny B. Tull, B. Akerlund s-a ocupat de stilizări, iar Megan Lawson a realizat coregrafia. Potrivit Madonnei, aceasta și-a dorit ca videoclipul să aibă un aspect cinematic, asemănător cu o poveste, adăugând că:
[...] este un cântec atât de pasionant. A trebuit să îl prezint într-un mod pasionant, așa că am folosit mitologie pentru a putea spune povestea, cu legenda minotaurului și un matador, luptându-se pentru iubire. Și culoare roșie. Și florile. Coarnele, și moartea. Și bărbații dezbrăcați. Știi, lucrurile importante în viață. Nu vreau ca fiecare videoclip de-al meu să fie la fel. Însă am iubit bogăția acestui videoclip. Pentru mine, seamănă cu un tablou care a prins viață. Asta e ceea ce am încercat să fac.
Verena Dietzel, creatoarea companiei V-Couture, care este specialistă în crearea diferitelor tipuri de corsete, a fost cooptată pentru a crea atât costumația din videoclip, cât și cea pentru interpretarea de la premiile Grammy. Dietzel a explicat că inițial a crezut că e-mailul a fost un spam, însă după confirmarea asistentului stilistului cântăreței, B. Åkerlund, aceasta a început să lucreze la modele. În 48 de ore, Dietzel a cusut un nou corset și a creat, de asemenea, încă două noi corsete, bazându-se pe singura informație care i-a fost furnizată, mărimea sutienului Madonnei. Aceasta a trebuit să caute pe Google restul proporțiilor cântăreței. În total, patru corsete diferite au fost expediate către solistă. Designerul libanez Shady Zeineldine a fost, de asemenea, contactat de Åkerlund, acesta vizitând o conferință de presă a designerului în Los Angeles și rugându-l să îi trimită ideile și schițele lui pentru videoclip. După încheierea contractului, designerul a creat o jachetă de matador personalizată pe care Madonna a purtat-o în videoclip. Un alt costum a fost un corset din satin acoperit cu trei tipuri diferite de dantelă, un top din mătase neagră și o cravată din satin. Un bolero roșu din catifea a fost, de asemenea, utilizat în videoclip.
Corsetul a fost descris de Steff Yotka de la Style.com ca „un amestec de masculin-feminin... e un lucru destul de strâns, sexy și androgin, e exact ce ne așteptam [de la Madonna]”. Cântăreața și echipa ei i-au trimis lui Zeineldine referințele către matadori, aceasta dorindu-și ca designul să aibă un aspect feminin, folosind astfel numeroase șireturi și o paletă de culori nude pentru a evidenția formele trupului solistei. Amber Kallor de la Style.com a explicat că machiajul Madonnei a fost inspirat de recentele spectacole de modă ale lui Christian Dior și Givenchy. Părul cântăreței a fost prins cu agrafe pentru o coafură asemănătoare cu cea a lui Leia Organa. Designerul Riccardo Tisci a aprobat costumele de minotaur folosite de dansatori, acestea constând în măști din cristal proiectate de Marianna Harutunain și coarne din piele. El a fost de acord și cu aplicarea de pietre prețioase pe fața cântăreței pentru o secvență din videoclip.

### Lansare și rezumat
Videoclipul a fost lansat prin intermediul aplicației Snapchat pe 5 februarie 2015, fiind disponibil pe platforma „Snap Channel” a aplicației. Madonna a devenit prima artistă care își prezintă în premieră un videoclip pe Snapchat. Videoclipul a fost șters după 24 de ore datorită etosului de autodistrugere al aplicației, fiind mai apoi încărcat pe canalul de Vevo al cântăreței. Sara Spary de la Marketing Week a comentat decizia, spunând că a fost „o mișcare majoră pentru Snapchat, iar decizia casei de discuri a Madonnei ar putea deschide calea pentru alte companii gigantice să găzduiască conținut pe aplicație”.
Videoclipul începe cu un reflector ce urmărește mâna Madonnei, care descoperă treptat o scenă roșie circulară înconjurată de perdele roșii. Solista, purtând o jachetă roșie de catifea, se mișcă în jurul scenei, aruncându-și pelerina și executând mișcări de dans din coregrafie. Scenele intercalate prezintă dansatorii costumați asemănător cu niște minotauri, purtând măști și coarne în timp ce dansează pe jos. Cântăreața ademenește un dansator cu pelerina pe măsură ce refrenul se încheie. O mulțime de dansatori ce poartă aceleași măști o înconjoară pe Madonna în jurul scenei
Pe tot parcursul celui de-al doilea vers, Madonna urmărește dansatorii, învingându-i în luptă. Unul dintre ei o ridică și, împreună, realizează cea de-a doua coregrafie pe scenă. Solista este prezentată, de asemenea, purtând corsetul acoperit cu bijuterii, fluturând o pelerină roșie. Pentru versurile finale și refren, Madonna dansează printre minotauri purtând un alt corset, ucigându-i în cele din urmă. Ultima imagine o prezintă pe cântăreață stând printre cadavrele minotaurilor, aruncându-și pelerină în timp ce ține o pereche de coarne în mâna stângă. Petale de trandafiri roșii cad în jurul Madonnei, iar sunete de aplauze sunt redate pe măsură ce un citat al filosofului german Friedrich Nietzsche apare pe ecran: „Omul este cel mai crud animal. La tragedii, lupte cu tauri și răstigniri, el s-a simțit cel mai bun de pe Pământ; iar atunci când și-a inventat iadul pentru el însuși, acela a fost raiul lui”.

### Receptare critică
Hugh Mclntyre de la revista Forbes a apreciat decizia Madonnei de a încheia un parteneriat cu Snapchat pentru lansarea videoclipului, considerând că aduce profit pentru ambele părți. Astfel, Madonna se conectează cu audiența mai tânără în timp ce, pentru Snapchat, lansarea unui nou videoclip de-al cântăreței va atrage și publicul mai în vârstă spre a descărca aplicația. Matthew Jacobs de la The Huffington Post a opinat că videoclipul și imaginile sale se potrivesc cu natura înălțătoare a cântecului. Acesta a comparat secvențe din „Living for Love” cu videoclipurile pieselor „Express Yourself” și „Hung Up”, spunând că Madonna iese la suprafață victorioasă din turma de bărbați îmbrăcați în tauri, evocând astfel cântecele apărute ilegal pe internet de pe albumul Rebel Heart. Punctând pe subtilitățile auto-referențiale din videoclipuri precum „Give Me All Your Luvin'” și „Girl Gone Wild”, Jacobs a explicat că „Madonna se prezintă pe ea însăși ca fiind o regină, fără a se baza pe aluzii la propriul ei CV pentru a dovedi că e stăpâna scenei pop postmoderne... Acesta e videoclipul Madonnei pe care l-am așteptat de mai mult de un deceniu”. Joey Guerra de la ziarul Houston Chronicle a oferit o recenzie pozitivă videoclipului, spunând că „nu am învățat și iată – niciodată să nu o subestimezi pe Madonna” și adăugând că videoclipul „se potrivește” cu cântecul. Un editor de la The Guardian a opinat că natura simplistă a videoclipului sugerează că acesta a fost proiectat pentru a fi vizionat pe dispozitive mobile.
Louis Virtel de la HitFix a numit „Living for Love” „cel mai bun videoclip al Madonnei de la «Hung Up» încoace”. Acesta a găsit referințe către videoclipuri mai vechi ale solistei, precum „Express Yourself” în „coregrafia neobișnuită cu toată postura și lupta masculină”, „Take a Bow” în tema cu lupte de tauri și o imagine familiară din cariera ei și „Open Your Heart” în timpul secvențelor în care Madonna alungă dansatorii costumați în minotauri. Virtel a felicitat, de asemenea, coregrafia, costumele, înfățișările Madonnei și cinematografia videoclipului. Joe Lynch de la revista Billboard a descris videoclipul ca fiind „incredibil, luxuriant și impresionant”, criticând totuși scrierea greșită a numelui Nietzsche de la sfârșit. Rita Kokshanian de la revista InStyle a spus că videoclipul a fost „atât de bun cât te-ai fi putut aștepta... Iar în timp ce am fost complet fascinați de mișcările ucigătoare și de fizicul ei demențial, am fost totodată copleșiți de ținutele ei”.
Nathan Smith de la revista Out a considerat că videoclipul depășește rolurile de gen de vreme ce Madonna a avut rolul de matador, un titlu rezervat, în general, bărbaților. Acesta a remarcat, de asemenea, că solista și-a prezentat „fizicul tonificat și subțire, demonstrând o stăpânire unică și neegalată a speciei masculine”. Pentru Alyssa Tomey de la E!, Madonna „s-a transformat într-un matador fioros și sexy” iar coregrafia a avut „câteva mișcări acrobatice serioase”. Jim Farber de la New York Daily News a găsit un contrast între titlul cântecului și „câmpul de luptă” prezentat în videoclip, opinând că „De vreme ce este abundent din punct de vedere sonic, versurile cântecului reflectă rezultatul unei lupte câștigate din greu”. Rachel Plicher de la Yahoo! a considerat videoclipul ciudat, însă a spus că este ceva de aștept din partea Madonnei.

## Interpretări live
Madonna a cântat pentru prima oară „Living for Love” la cea de-a 57-a ediție a premiilor Grammy, pe 8 februarie 2015. Solista și-a confirmat apariția la ceremonie încărcând o fotografie a unui trofeu Grammy pe contul ei de Instagram , înfășurat cu cabluri negre, asemănătoare cu celelalte meme-uri de pe internet a coperții albumului Rebel Heart. Pentru spectacol, Madonna a purtat un costum de matador roșu dintr-o singură piesă, înconjurată de dansatorii costumați în minotauri, similar ca în videoclipul cântecului. Costumul a fost realizat de designerul Riccardo Tisci de la Givenchy și stilizat de Akerlund. Interpretarea a fost descrisă ca fiind „o poveste minunată despre motivul pentru care matadorii luptă cu taurii, reflectând, de asemenea, viața”. După ce a fost introdusă de cântărețele Miley Cyrus și Nicki Minaj, spectacolul a început cu imagini ale Madonnei difuzate pe un ecran kabuki, vorbind despre începutul unei revoluții. Solista a ieșit din ecran și a început să cânte, fiind înconjurată de dansatori. Aproape de final, Madonna a încurajat publicul să cânte împreună cu ea, fiind în cele din urmă ridicată deasupra scenei cu ajutorul unui fir. Dina Gachman de la revista Forbes a relatat că interpretarea cântăreței a fost cel mai urmărit moment al serii. Brittany Spanos de la Rolling Stone a opinat că „legendara cântăreață a ieșit în căutare de sânge cu prima ei interpretare live [a piesei]”. Shauna Murphy de la MTV News a observat simbolismul Iluminati din interpretare, inclusiv ritualuri, un omagiu religios și o metaforă a morții. Bradley Stern de la MuuMuse a listat spectacolul ca fiind cea mai bună interpretare la premiile Grammy, spunând că „acesta e modul în care o interpretare pop majoră ar trebui să arate cu adevărat”. Efortul solistei de a cânta live, fără folosirea auto-tune-ului în timpul coregrafiei a fost, de asemenea, foarte apreciat.
| Imagine indisponibilă |  | Imagine indisponibilă |
| Interpretarea piesei „Living for Love” în timpul turneului Rebel Heart Tour (stânga). Madonna a purtat o pelerină lungă, similară cu costumul de la premiile Brit (dreapta). |  |                       |

Artista a cântat „Living for Love” și la ediția din 2015 a premiilor Brit, pe 25 februarie 2015. Cu toate acestea, în primul stadiu al spectacolului, datorită unei defecțiuni de garderobă, cântăreața a căzut de pe scările care făceau parte din scenă. S-a descoperit mai târziu că pelerina Madonnei a fost legată mult prea strâns, iar atunci când dansatorii au încercat să i-o îndepărteze, solista s-a prăbușit la podea. Totuși, Madonna a continuat spectacolul conform planului. Mai târziu, acestea a confirmat pe Instagram că este bine, postând „Mulțumesc pentru urările de bine! Sunt în regulă”. Richard Smirke de la revista Billboard a lăudat interpretarea și recuperarea Madonnei, spunând că „[solista] nu a lăsat căzătura să îi afecteze în vreun mod spectacolul, revenindu-și rapid pentru a oferi o coregrafie dibace care reflectă tema de matador de la interpretarea recentă de la premiile Grammy”. Madonna a explicat în timpul emisiunii The Jonathan Ross Show că i s-a spus să meargă spre scenă mai mult decât era planificat inițial. Prin urmare, echipa ei a crezut că pelerina îi va putea aluneca, astfel că au strâns-o mai tare în jurul gâtului. Cântăreața a avut două opțiuni atunci când nodul nu s-a desfăcut: „fie eram strangulată, fie cădeam, așa că am ales să cad”. Madonna a suferit o lovitură la ceafă, spunând că „Am avut un om care a stat deasupra mea cu o lanternă până la ora trei dimineață pentru a se asigura că sunt compos mentis”. Solista a adăugat în glumă că nu va folosi niciun fel de pelerine pentru următoarele spectacole, iar recuperarea rapidă s-a datorat bunei puteri interioare și exercițiilor zilnice. Accidentul a adus creștere în numărul de telespectatori. Potrivit British Phonographic Industry, evenimentul a adus o creștere de 95% a activității pe Twitter despre spectacol în comparație cu anul precedent, cu 7,8 milioane de postări, în timp ce 6,8 milioane de oameni au urmărit interpretarea. Căzătura Madonnei a fost votată cel mai șocant moment al unei celebrități în 2015 de către Channel 5 din Regatul Unit.
Pe 26 februarie 2015, Madonna a apărut la emisiunea The Jonathan Ross Show (difuzată la 14 martie). Solista a interpretat o versiune editată a piesei „Living for Love”, purtând o rochie neagră de matador. La 2 martie, cântăreața a apărut la emisiunea franceză Le Grand Journal, cântând o versiune editată a single-ului. Lionel Nicaise de la canalul MCM a remarcat faptul că Madonna nu a purtat niciun fel de pelerină în timpul interpretării. Într-o recenzie pentru Idolator, Bradley Stern a opinat că versiunea editată a cântecului a fost un „remix energic”, cu vocea lui MNEK pe fundal. Solista a dansat, de asemenea, vogue în timpul unei secvențe, când aceasta s-a urcat pe un pian pentru a cânta „Living for Love”. Două săptămâni mai târziu, Madonna a apărut la emisiunea The Ellen DeGeneres Show în Statele Unite, fiind acompaniată de DeGeneres pe scenă la sfârșitul interpretării. Madonna a adăugat, de asemenea, piesa în cel de-al treilea segment al turneului Rebel Heart Tour (2015-2016). Cântăreața a înrolat o echipă de croitorie spaniolă din Zaragoza pentru a crea două costume de toreador traje de luces, precum și o pelerină și costume de matador pentru dansatorii ei. Interpretarea a constat într-un remix al cântecului și aceeași coregrafie cu cea de la premiile Brit. Jordan Zivitiz de la Montreal Gazette a spun că interpretarea a fost una dintre „victoriile minore ale serii”, considerând tranziția de la „Living for Love” către următoarea secțiune a turneului „constantă”.

## Ordinea pieselor pe disc și formate
| - CD single 1. „Living for Love” – 3:38 2. „Living for Love” (Offer Nissim Living for Drama Mix) – 6:34 - Descărcare digitală 1. „Living for Love” – 3:38 - Descărcare digitală (Remixuri) 1. „Living for Love” (Djemba Djemba Club Mix) – 5:47 2. „Living for Love” (Erick Morillo Club Mix) – 6:12 3. „Living for Love” (Thrill Remix) – 5:11 4. „Living for Love” (Offer Nissim Living for Drama Mix) – 6:33 5. „Living for Love” (Offer Nissim Dub) – 7:15 6. „Living for Love” (DJ Paulo Club Mix) – 8:14 7. „Living for Love” (Mike Rizzo's Funk Generation Club) – 7:02 8. „Living for Love” (Dirty Pop Remix) – 4:58 | - CD maxi single 1. „Living for Love” – 3:38 2. „Living for Love” (Mike Rizzo's Funk Generation Club) – 7:02 3. „Living for Love” (Offer Nissim Living for Drama Mix) – 6:33 4. „Living for Love” (Djemba Djemba Club Mix) – 5:47 - Descărcare digitală (The Remixes 1) 1. „Living for Love” (Mike Rizzo's Funk Generation Club) – 7:03 2. „Living for Love” (Djemba Djemba Club Mix) – 5:47 3. „Living for Love” (Erick Morillo Club Mix) – 6:12 4. „Living for Love” (DJ Paulo Club Mix) – 8:15 - Descărcare digitală (The Remixes 2) 1. „Living for Love” (Thrill Remix) – 5:10 2. „Living for Love” (Dirty Pop Remix) – 4:59 3. „Living for Love” (Offer Nissim Living for Drama Mix) – 6:30 4. „Living for Love” (Offer Nissim Dub) – 7:12 |

## Acreditări și personal
Management
- MNEK de la Virgin EMI Records, o divizie a Universal Music.
- Alicia Keys de la RCA Records
- Webo Girl Publishing, Inc. (ASCAP) / Songs Music Publishing, LLC, „I Like Turtles” Music and Songs of SMP (ASCAP) / EMI April Music, Inc., MoZella Mo Music (ASCAP) / Atlas Music Publishing and Gadfly Songs (ASCAP) / Lion of God Publishing Co. (ASCAP), Kobalt Songs Music Publishing

Personal
- Madonna – voce principală, textier, producător
- Diplo – textier, producător
- Ariel Rechtshaid – textier, producător
- Toby Gad – textier, muzicant
- Maureen McDonald – textier
- Alicia Keys – pian
- London Community Gospel Choir – acompaniament vocal
- Ann Mincieli – înregistrare suplimentară
- MNEK – acompaniament vocal
- Demacio „Demo” Castellon – inginer de sunet, mixare
- Nick Rowe – inginer de sunet
- Santell – acompaniament vocal
- Angie Teo – înregistrare suplimentară, mixare suplimentară

Acreditări adaptate de pe site-ul oficial al Madonnei

## Prezența în clasamente
| Țară (clasament)                                                      | Poziția maximă | Referință |
| --------------------------------------------------------------------- | -------------- | --------- |
| Belgia (Ultratip Flanders)                                            | 4              | [ 119 ]   |
| Belgia (Ultratop Dance Flanders)                                      | 21             | [ 119 ]   |
| Belgia (Ultratop 50 Wallonia)                                         | 43             | [ 120 ]   |
| Belgia (Ultratop Dance Wallonia)                                      | 18             | [ 120 ]   |
| Canada (Canadian Hot 100)                                             | 92             | [ 121 ]   |
| Cehia (Rádio Top 100)                                                 | 46             | [ 122 ]   |
| Elveția (Swiss Hitparade)                                             | 49             | [ 123 ]   |
| Finlanda (Latauslista)                                                | 7              | [ 124 ]   |
| Franța (SNEP)                                                         | 50             | [ 54 ]    |
| Germania (Official German Charts)                                     | 40             | [ 125 ]   |
| Irlanda (IRMA)                                                        | 79             | [ 126 ]   |
| Israel (Media Forest)                                                 | 4              | [ 127 ]   |
| Italia (FIMI)                                                         | 30             | [ 128 ]   |
| Japonia (Japan Hot 100)                                               | 11             | [ 57 ]    |
| Liban (The Official Lebanese Top 20)                                  | 20             | [ 129 ]   |
| Regatul Unit (OCC)                                                    | 26             | [ 130 ]   |
| Rusia (Tophit)                                                        | 116            | [ 131 ]   |
| Scoția (OCC)                                                          | 15             | [ 132 ]   |
| Spania (PROMUSICAE)                                                   | 21             | [ 55 ]    |
| Spania (PROMUSICAE)                                                   | 93             | [ 133 ]   |
| Suedia (Sverigetopplistan)                                            | 8              | [ 134 ]   |
| Statele Unite ale Americii (Billboard Bubbling Under Hot 100 Singles) | 8              | [ 51 ]    |
| Statele Unite ale Americii (Billboard Dance Club Songs)               | 1              | [ 135 ]   |
| Statele Unite ale Americii (Billboard Hot Dance/Electronic Songs)     | 9              | [ 136 ]   |
| Statele Unite ale Americii (Billboard Hot Singles Sales)              | 3              | [ 137 ]   |
| Statele Unite ale Americii (Billboard Mainstream Top 40)              | 36             | [ 138 ]   |
| Ungaria (Single Top 40)                                               | 12             | [ 139 ]   |

| Țară (clasament)                                                  | Poziția maximă | Referință |
| ----------------------------------------------------------------- | -------------- | --------- |
| Statele Unite ale Americii (Billboard Hot Dance Club Songs)       | 4              | [ 140 ]   |
| Statele Unite ale Americii (Billboard Hot Dance/Electronic Songs) | 43             | [ 141 ]   |

Note
- ^[a]Albumul de remixuri pentru cântecul „Living for Love” a ocupat locul 93 în clasamentul de albume din Spania.

## Certificări
| \| Țara \| Vânzări/ puncte \| Certificare \| Referințe \| \| ------------- \| --------------- \| ----------- \| --------- \| \| Italia (FIMI) \| +25,000 \| \| [142] \| | Note - reprezintă „disc de aur”. |             |           |
| Țara | Vânzări/ puncte                  | Certificare | Referințe |
| Italia (FIMI) | +25,000                          |             | [ 142 ]   |

## Datele lansărilor
| Regiune                    | Dată              | Format                              | Casă de discuri | Ref.    |
| -------------------------- | ----------------- | ----------------------------------- | --------------- | ------- |
| În întreaga lume           | 20 decembrie 2014 | Descărcare digitală                 | Universal       | [ 143 ] |
| Italia                     | 22 decembrie 2014 | Difuzare radio                      | Universal       | [ 144 ] |
| Statele Unite ale Americii | 9 februarie 2015  | Descărcare digitală (Remixuri)      | Interscope      | [ 115 ] |
| Statele Unite ale Americii | 10 februarie 2015 | Difuzare radio                      | Interscope      | [ 145 ] |
| Regatul Unit               | 25 februarie 2015 | Descărcare digitală                 | Polydor         | [ 146 ] |
| Regatul Unit               | 25 februarie 2015 | Descărcare digitală (The Remixes 1) | Polydor         | [ 117 ] |
| Regatul Unit               | 25 februarie 2015 | Descărcare digitală (The Remixes 2) | Polydor         | [ 118 ] |
| Germania                   | 27 februarie 2015 | CD single                           | Universal       | [ 114 ] |
| În întreaga lume           | 9 martie 2015     | CD single                           | Universal       | [ 116 ] |

## Legături exerne
- en Versurile complete ale acestei piese pe MetroLyrics
- Madonna – "Living for Love" (Live at the Brit Awards) pe YouTube